# Bouvardia dictyoneura
Bouvardia dictyoneura är en måreväxtart som beskrevs av Paul Carpenter Standley. Bouvardia dictyoneura ingår i släktet Bouvardia och familjen måreväxter. Inga underarter finns listade i Catalogue of Life.